# آیناهاو رنچ
آیناهاو رنچ (به انگلیسی: Ainahou Ranch) یک مزرعه (محل) در ایالات متحده آمریکا است که در شهرستان هاوایی، هاوایی واقع شده‌است. در سال ۱۹۳۷ خانواده شیپمن ۶۳۲۴ هکتار زمین در نزدیکی آتشفشان کیلائوئا از املاک اسقف برنیس پاواهی، که آن را مزرعه آیناهاو می‌نامیدند، اجاره کردند. نام «آیناهاو» به معنای «سرزمین جدید» است. مزرعه‌ای قدیمی‌تر به نام کیاهو (نباید با جامعه کیاهو، در سمت غربی جزیره اشتباه گرفته شود) در سال ۱۹۲۱در آن محل تأسیس شده بود، بنابراین یک مسیر ابتدایی وجود داشت، و جاده زنجیره‌ای این محل اخیراً در چند کیلومتری ساخته شده بود. مایل هربرت سی. شیپمن در سال ۱۹۴۱ خانه‌ای در مزرعه‌ای دورافتاده برای خانواده خود به عنوان پناهگاهی برای تهاجم مورد انتظار ژاپنی‌ها به هاوایی ساخت. در طول جنگ جهانی دوم از آن به عنوان مزرعه گاوهای کارگری استفاده می‌شد و گوشت گاو را برای ارتش پرورش می‌داد.